# 土曜はごきげん天野良春ショー
土曜はごきげん天野良春ショー(どようはごきげんあまのよしはるしょー)は、1999年10月 - 2003年4月に放送された東海ラジオ放送の土曜ワイド番組である。MCは元東海ラジオアナウンサー天野良春が務めた。
2001年3月までは月1回、東海ラジオ第1スタジオからの公開生放送を行っていた。

## 放送時間
- 1999年10月 - 2002年3月 土曜 10:00 - 17:40
- 2002年4月 - 2003年3月 土曜 9:00 - 12:00

## 出演者

### パーソナリティ
- 天野良春（元東海ラジオ放送アナウンサー）

### アシスタント
- 田野綾子（1999年10月 - 2000年3月）
- 青山紀子（2000年4月 - 2001年3月）
- 坂口美奈子（2001年4月 - 2002年3月）
- 古池真由美・磯部悦子（2002年4月 - 2003年3月）

### レギュラー
- タクマ
- タックイン（2001年3月まで）

## 主なコーナー
良春・タクマの危険な関係
- 番組のメインコーナーであった。2001年3月までの番組プログラムでは14時台・2001年4月からは11時台に放送されていた。

ユーストアお買い得情報（2001年4月～番組終了時まで。9時台中盤～後半に放送）
- ユーストアからのお買い得情報、そして新名クッキングスクール講師（主に校長の加藤敏彦が担当）によるお買い得品を使った料理レシピの紹介、最後はユーストアからのお知らせ。

蟹江篤子の民話のこばこ（2001年3月までの番組プログラム内で放送されていた）＜提供・東邦ガス＞
- 東海3県に伝わる昔話を紹介するコーナー。担当・蟹江篤子（当時、東海ラジオアナウンサー）

ウィークエンドTOP10
- 2001年3月までのプログラム内で16時台に放送。パーソナリティー:浦野泰代

高橋佳延 家づくり指南番
- スポンサーである日建ホーム（建築会社）社長の高橋による家づくりについてのアドバイスやリスナーからの質問に回答する。本コーナーは番組終了後も、以降の土曜の帯ワイド番組に内包されて放送を継続。2017年現在も『きくち教児の楽気!DAY』に内包されて放送継続中。

梨元勝の週刊芸能トピックス （2000年〜2001年当時、10時台）
パパラッチあまの
VIVA!岐阜県 （2000年〜2001年当時、10時台）
あいち農業百科 （2000年〜2001年当時、10時台）
ごきげんショッピング
レポーターをさがせ （2000年〜2001年当時、11時台）
好きです南信州 （2000年〜2001年当時、11時台）
心と素肌ナチュラルライフ （2000年〜2001年当時、11時台）
ゆうせん今週の歌謡ベストテン （12時台）
カラオケチャンピオン
逢い知る愛知イベント情報 （2001年3月まで、12時台）
Think Canada 2001 （2001年4月から、12時台）
ヌーントークタイム 美代子と共に （12時台）
良春・タックインのクイズDE超ごきげん
JOMO サタデースポーツインフォメーション （2001年4月から、16時台）
ラジオオールデイズ
など